# 14e cérémonie des Boston Society of Film Critics Awards
La 14e cérémonie des Boston Society of Film Critics Awards, décernés par la Boston Society of Film Critics, a eu lieu le 19 décembre 1993, et a récompensé les films réalisés dans l'année.

## Palmarès

### Meilleur film
- La Liste de Schindler (Schindler's List)

### Meilleur réalisateur
- Steven Spielberg pour La Liste de Schindler (Schindler's List)

### Meilleur acteur
- Daniel Day-Lewis pour le rôle de Gerry Conlon dans Au nom du père (In the Name of the Father)

### Meilleure actrice
- Holly Hunter pour le rôle de Ada McGrath dans La Leçon de piano (The Piano)

### Meilleur acteur dans un second rôle
- Ralph Fiennes pour le rôle de Amon Göth dans La Liste de Schindler (Schindler's List)

### Meilleure actrice dans un second rôle
- Rosie Perez pour le rôle de Carla Rodrigo dans État second (Fearless)

### Meilleur scénario
- Short Cuts – Robert Altman et Frank Barhydt

### Meilleure photographie
- La Liste de Schindler (Schindler's List) – Janusz Kamiński

### Meilleur film en langue étrangère
- Adieu ma concubine (霸王別姬, Bàwáng biéjī) •  Chine

### Meilleur film documentaire
- Visions of Light